# Africalpe
Africalpe es un género de lepidópteros perteneciente a la familia Noctuidae. 

## Especies
- Africalpe intrusa Krüger, 1939
- Africalpe nubifera Hampson, 1907
- Africalpe vagabunda Swinhoe, 1884